# مسینگن
مسینگن (به آلمانی: Messingen) یک شهر در آلمان است که در امسلاند واقع شده‌است. مسینگن ۱٬۱۸۴ نفر جمعیت دارد.